# Can Llauder (Argentona)
Can Llauder és una masia gòtica d'Argentona (Maresme) inclosa a l'Inventari del Patrimoni Arquitectònic de Catalunya.

## Descripció
És una masia de tipus basilical, de planta baixa, primer pis i un segon pis aprofitant el cos central que originàriament estava destinat a graner. Tres cossos amb finestres gòtiques i portal rodó dovellat. Coberta a dues vessants. Malgrat les modificacions introduïdes al segle xix s'han conservat molts elements del segle xvi.

## Història
En el procés d'adjudicació de la capellania per a la parròquia de Sant Julià d'Argentona, trobem que fou atorgada a Josep Llauder, ciutadà honrat de Barcelona, com a successor de Joan Llauder, el seu pare, l'any 1688. El 1721 ho fou Jaume Llauder, presentat per Josepa Llauder, vídua de l'esmentat Josep. Successivament, a Salvador Llauder (1721-1748) i Joan Vieta (1763), presentat per Josep Fornés i Maria Teresa Fornés Llauder, esposos usufructuaris, propietaris i patrons.